# حسین ماهینی
حسین ماهینی (زادهٔ ۲۵ شهریور ۱۳۶۵) بازیکن سابق فوتبال اهل ایران است که در پست مدافع بازی می‌کرد. او فوتبال را به شکل خیابانی و از کوچه‌های بوشهر آغاز کرده‌است. همچنین او از دوران کودکی، به همراه پدرش، محمدحسین ماهینی، بازیکن پیشین تیم فوتبال شاهین بوشهر، فوتبال را تجربه کرد. ماهینی، در نوجوانی، مدتی در تیم نوجوانان بسیج بوشهر، حضور داشت و پس از آن به مدت شش سال در تیم نوجوانان، امید و بزرگسالان ایران‌جوان بوشهر به ادامهٔ فوتبال خود پرداخت. ماهینی در تیرماه ۱۳۸۴، هنگامی که ۱۸ سال و نه ماه داشت، از تیم زیر ۱۹ سال ایران‌جوان بوشهر به تیم زیر ۱۹ سال استقلال اهواز پیوست و کمی بعد در شهریور همان سال، به تیم اصلی منتقل شد.
از فصل ۸۵–۱۳۸۴ تا ۸۹–۱۳۸۸ لیگ برتر فوتبال ایران، ماهینی ۹۵ بازی لیگ برای استقلال اهواز به میدان رفت و سه گل هم زد تا توجه دیگر تیم‌های لیگ، همانند ذوب‌آهن اصفهان را جلب کند؛ در تیر ۱۳۸۹، با پیوستن به ذوب‌آهن، تجربه‌ای موفق در این تیم، به دست آورد. او با این تیم، توانست به عنوان دومین تیم ایرانی، به فینال رقابت‌های جدید آسیایی برود و نایب قهرمان لیگ قهرمانان آسیا ۲۰۱۰ شود. در خرداد ۱۳۹۱، ماهینی با بازیکنانی چون محسن بنگر و سید جلال حسینی به تیم فوتبال پرسپولیس پیوست تا خط دفاعی جدیدی در این تیم، پدید آید. در این سال، او با پرسپولیس، نایب قهرمان جام حذفی ۹۲–۱۳۹۱ شد. کمی بعد، او برای انجام خدمت اجباری سربازی، با قراردادی قرضی به ملوان پیوست و از ۲۹ مهر ۱۳۹۳، رسماً به سهمیهٔ ملوان، افزوده شد. او ۲۸ بازی در لیگ برای ملوان انجام داد، یک گل زد و در این مسابقات، از بازیکنان ترکیب ثابت این تیم بوده‌است و تنها دو بار، بیرون کشیده شد. از یک تیر ۱۳۹۵، دوباره به پرسپولیس بازگشت تا شاگرد برانکو ایوانکوویچ شود و یکی از بهترین آمار دفاعی تاریخ لیگ را با تیم آن دوران پرسپولیس، بسازد. او با پرسپولیس به سه قهرمانی لیگ، سه قهرمانی سوپر جام و یک قهرمانی جام حذفی رسید. همچنین در فصل ۲۰۱۷ لیگ آسیا، در تیم فصل قرار گرفت و در فصل ۲۰۱۸، نایب قهرمان آسیا شد.
ماهینی در دو ردهٔ ملی فوتبال ایران نیز بازی کرده‌است. در بازی‌های آسیایی ۲۰۰۶ که در دوحه قطر، برگزار شد، وی به همراه تیم ملی فوتبال امید ایران، به مدال برنز مسابقات، دست یافت. ماهینی برای نخستین بار، هنگامی که برای ذوب‌آهن اصفهان بازی می‌کرد، در ۶ خرداد ۱۳۹۰، توسط کارلوس کی‌روش به تیم ملی فوتبال ایران دعوت شد. نخستین بازی ملی او، در یک دیدار دوستانه برابر ماداگاسکار بود که با پیروزی ۱–۰ ایران، همراه شد. او همچنین از بازیکنان ایران، در مرحله مقدماتی جام جهانی فوتبال ۲۰۱۴ بود و توانست با این تیم، به جام جهانی فوتبال ۲۰۱۴، راه یابد. هرچند که در جام جهانی، تنها یک نیمکت‌نشین بود. ماهینی در مجموع، ۲۳ بازی رسمی برای تیم ملی فوتبال ایران انجام داده‌است و آخرین آنان، در بازی‌های دوستانه بودند.
ماهینی بیشتر در پست‌های دفاعی عقب، بازی کرده‌است؛ جایی که با استفاده از سرعت و توانایی عبور خود، بسیار اثرگذار بوده‌است. او در تیم‌هایی که در آنان حضور داشته‌است، معمولاً جایگاه ثابتی در دفاع راست، داشت اما در پست دفاع چپ نیز به شکل قابل توجهی به کار گرفته شد و در آن منطقه از زمین نیز بسیار موفق بوده‌است. او به دلیل چند پسته بودن و به‌کار گرفته شدن در پست‌های گوناگون، به «آچار فرانسهٔ» پرسپولیس، معروف شد.

## اوایل زندگی و زندگی شخصی
حسین ماهینی در ۲۵ شهریور ۱۳۶۵ در بوشهر زاده شد و در محلهٔ جلالی این شهر، زندگی می‌کرد. پدرش، محمدحسین ماهینی، از بازیکنان پیشین تیم فوتبال شاهین بوشهر است؛ او از دوران کودکی، با حسین ماهینی به بازی فوتبال می‌پرداخت. مادر وی، یک آموزگار بوده‌است و ماهینی یک برادر کوچک‌تر و یک خواهر بزرگ‌تر نیز دارد. وی خود را از هواداران پرسپولیس اعلام کرده‌است. ماهینی با انیس محمدی ازدواج کرده‌است و فرزندی دختر، با نام «مایسا» دارد. بنابر گزارشی در مرداد ۱۳۹۳ و طبق گفتهٔ یکی از مسئولان وقت پرسپولیس، ماهینی از دی‌ماه ۱۳۹۱، دانشجوی مرکز آموزش علمی کاربردی پرسپولیس بوده‌است. ماهینی از بازیکنان فعال ایرانی در توییتر است. او در اردیبهشت ۱۳۹۳ به این شبکه اجتماعی پیوست که با پیام تبریک ورود از جک دورسی، مدیر عامل توییتر روبرو شد. بر اساس گزارش و گفت‌وگویی در همشهری‌آنلاین، ماهینی نخستین فوتبالیست از میان بازیکنان پرسپولیس و استقلال (رقبای سنتی در شهرآورد تهران) بوده‌است که وارد اینستاگرام شد. او همچنین اعلام داشته‌است که برنامهٔ تلویزیونی ۹۰، یک برنامهٔ ورزشی ایرانی، را پیگیری می‌کرده‌است.
جنجال سربازی بازیکنان فوتبال در ایران شامل ماهینی نیز می‌شد. پایان خدمت او، به دلیل استفاده از کارت پایان خدمت جعلی، باطل اعلام شد. سپس به دستور معاونت نیروی انسانی اداره کل نیروهای مسلح ایران، ماهینی از ۲۹ مهر ۱۳۹۳، برای انجام خدمت اجباری در سهمیه باشگاه فوتبال ملوان قرار گرفت.

## سال‌های نخستین
حسین ماهینی فوتبال را به شکل خیابانی و از کوچه‌های شهر بوشهر آغاز کرده‌است. همچنین او از دوران کودکی، به همراه پدرش، محمدحسین ماهینی، بازیکن پیشین تیم فوتبال شاهین بوشهر، فوتبال را تجربه کرد. ماهینی که خود را از هواداران پرسپولیس اعلام کرده‌است، در نوجوانی، مدتی در تیم نوجوانان بسیج بوشهر، حضور داشت و پس از آن به مدت شش سال در تیم نوجوانان، امید و بزرگسالان ایران‌جوان بوشهر به ادامهٔ فوتبال خود پرداخت.
ماهینی در تیرماه ۱۳۸۴، هنگامی که ۱۸ سال و نه ماه داشت، از تیم زیر ۱۹ سال ایران‌جوان بوشهر به تیم زیر ۱۹ سال استقلال اهواز پیوست و کمی بعد در شهریور همان سال، به تیم اصلی منتقل شد.

## دوران باشگاهی

### استقلال اهواز (۱۳۸۹–۱۳۸۴)
نخستین باشگاه حرفه‌ای ماهینی، استقلال اهواز بوده‌است و از سال ۱۳۸۴، وی برای پنج فصل با شماره پیراهن ۵ برای این تیم به میدان رفت. ماهینی که در تیرماه ۱۳۸۴ به تیم زیر ۱۹ سال استقلال اهواز پیوسته بود، در ۱ شهریور ۱۳۸۴، رسماً وارد تیم اصلی استقلال اهواز شد و نام وی در فهرست پایانی تیم برای لیگ برتر، قرار گرفت. وی در ژوئیهٔ ۲۰۰۸ (تیر ۱۳۸۷) قرارداد خود را با این باشگاه تمدید کرد و تا تابستان ۲۰۱۰ (تیر ۱۳۸۹) در خدمت استقلال اهواز بود.
از دیدگاه میزان کاربرد، حسین ماهینی با گذشت هر فصل، بیش از پیش، در استقلال اهواز، بازی کرد. در لیگ برتر فوتبال ایران ۸۵–۱۳۸۴، او تنها در دو مسابقه به میدان رفت. در حالی که در فصل بعدی، شمار بازی‌های لیگ او، به عدد ۶ رسید. با آغاز لیگ برتر فوتبال ایران ۸۷–۱۳۸۶، ماهینی به بازیکن ثابت استقلال اهواز تبدیل شد و در حالی که شمار بازی‌های لیگ او پیش از این، دو رقمی نمی‌شد، در این فصل، ۲۸ بازی انجام داد و یک گل هم زد. در این فصل، تیم استقلال اهواز، در ردهٔ هشتم جدول ۱۸ تیمی لیگ ایران، جای گرفت. او این آمار قابل توجه را، در فصل ۸۸–۱۳۸۷ لیگ برتر نیز ادامه داد؛ فصلی که در آن، ۲۹ بازی و یک گل، حاصل کار ماهینی شد. در این فصل، استقلال اهواز شرایط مناسبی نداشت و در جایگاه ۱۴ جدول لیگ برتر ایران، جای گرفت تا با سقوط به دستهٔ پایین‌تر، تنها دو رده فاصله داشته باشد. همچنین این تیم در این فصل، ۵۴ گل خورده داشت که از بدترین آمار دفاعی آن فصل، بوده‌است.
در فصل ۸۹–۱۳۸۸ لیگ برتر فوتبال ایران، ماهینی همچنان یک بازیکن اثرگذار و ثابت برای استقلال اهواز بود و ۳۰ بازی و یک گل، پایان کار او، در این فصل از لیگ ایران، بود. جدا از این آمار ماهینی، تیم وی فصلی شکست‌آمیز را به خود دید و به عنوان تیم آخر، به ردهٔ پایین‌تر فوتبال ایران، سقوط کرد. استقلال اهواز در مجموع از ۹۵ بازی و ۳ گل ماهینی در لیگ، سود برد. از دیدگاه افتخارات (گرفتن جام یا مدال) ماهینی موفقیتی در استقلال اهواز، کسب نکرد.

### ذوب‌آهن اصفهان (۱۳۹۱–۱۳۸۹)
در انتقالات تابستانی ۲۰۱۰، در تیر ۱۳۸۹، ماهینی به تیم فوتبال ذوب‌آهن اصفهان پیوست. ماهینی در ذوب‌آهن اصفهان تجربه‌ای موفق داشت و با فضای مناسبی که برای وی فراهم شد، توانست به اوج برسد و به تیم ملی فوتبال ایران، دعوت شود. آغاز این تجربهٔ موفق، از فصل ۹۰–۱۳۸۹ لیگ برتر فوتبال ایران بوده‌است؛ هنگامی که ماهینی از بازیکنان ثابت ذوب‌آهن در لیگ سطح نخست کشوری ایران شد و افزون بر انجام ۳۱ بازی، توانست ۲ گل بزند. در پایان این فصل، ذوب‌آهن در جایگاه سوم لیگ، ایستاد و به لیگ قهرمانان آسیا، راه یافت. در فصل پسین نیز، او همین شمار بازی را در مسابقات لیگ، انجام داد و توانست یک گل نیز بزند. در این فصل، ذوب‌آهن در جایگاه ششم لیگ برتر فوتبال ایران، قرار گرفت.
ماهینی همچنین توانست با تیم فوتبال ذوب‌آهن اصفهان، مدال دومی لیگ قهرمانان آسیا ۲۰۱۰ را به دست آورد. او در مسابقهٔ فینال نیز در ترکیب ثابت تیمش بود اما در پایان، تیم فوتبال سئونگنام موفق شد با نتیجهٔ ۳ بر ۱ در ورزشگاه ملی توکیو بر ذوب‌آهن و ماهینی غلبه کند. این دومین حضور تیم‌های ایرانی در فینال رقابت‌های جدید آسیایی بوده‌است.
در اردیبهشت ۱۳۹۱، ماهینی اعلام کرد که از تیم‌هایی از جمله پرسپولیس و سپاهان اصفهان پیشنهاد دریافت کرده‌است و به‌طور قطعی، به یکی از این دو تیم، خواهد پیوست. در مرداد ۱۳۹۱، بر اساس گزارشی از ایمنا، وی که از قرارداد آخرین فصل خود با ذوب‌آهن، ۱۸۰ میلیون از ۴۵۰ میلیون تومان را دریافت کرده بود، برای دریافت طلب خود، از این باشگاه شکایت کرد.

### پرسپولیس (۱۳۹۳–۱۳۹۱)

#### ۹۲–۱۳۹۱

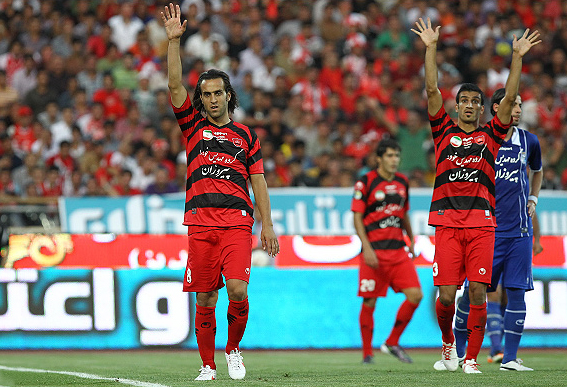
ماهینی و علی کریمی هنگام بازی برای پرسپولیس در برابر استقلال، در لیگ برتر فوتبال ایران ۹۲–۱۳۹۱

درخشش ماهینی در ذوب‌آهن اصفهان، باعث راه‌یابی این بازیکن به تیم ملی فوتبال ایران شد و توجه تیم‌های لیگ برتر فوتبال ایران، همانند پرسپولیس به سوی او جلب شد. در خرداد ۱۳۹۱، ماهینی به همراه بازیکنانی چون محسن بنگر و سید جلال حسینی به تیم فوتبال پرسپولیس پیوست تا خط دفاعی جدیدی در این تیم، شکل بگیرد. قرارداد وی، ۲ ساله بود. در فصل پرفراز و نشیب سرخ‌ها در لیگ برتر فوتبال ایران ۹۲–۱۳۹۱، که با تغییرات قابل توجهی در کادر فنی همراه شد، وی از بازیکنان ثابت تیم بود؛ در این فصل، ماهینی در ۳۰ مسابقه به میدان رفت، یک گل زد و تنها چهار بار، تعویض شد. در این سال، او توانست با پرسپولیس به فینال جام حذفی فوتبال ایران ۹۲–۱۳۹۱ برسد اما با شکست در ضربات پنالتی، در برابر سپاهان اصفهان، از دستیابی به عنوان قهرمانی این رقابت‌ها، بازماند. ماهینی، ۵ بازی در این سری از مسابقات جام حذفی برای پرسپولیس به میدان رفت و در مرحلهٔ یک‌هشتم پایانی در برابر نفت تهران زنندهٔ یکی از ۴ گل سرخ‌پوشان، بود.

#### ۹۳–۱۳۹۲
دومین فصلی که ماهینی در خدمت سرخ‌های ایران بود، با درخشش این بازیکن و تیم فوتبال پرسپولیس در لیگ برتر فوتبال ایران ۹۳–۱۳۹۲ همراه شد. در این فصل که شاگردان علی دایی در یک‌قدمی قهرمانی، از رسیدن به‌جام، بازماندند، این بازیکن به‌عنوان یکی از ۴ مدافع ثابت پرسپولیس، با پاسداری از دروازهٔ این تیم، کمک کرد تا سرخ‌ها تنها ۱۵ گل در این لیگ، دریافت کنند و رکورد کم‌ترین گل خورده را تاریخ لیگ برتر (تا آن دوران) را به دست آورند. ماهینی در این فصل، ۲۴ بار برای پرسپولیس در لیگ برتر به عنوان بازیکن ثابت به میدان رفت، یک بار به عنوان یار تعویضی وارد زمین شد، یک بار بیرون کشیده شد و ۲ بازی در جام حذفی فوتبال ایران ۹۳–۱۳۹۲ به میدان رفت.

#### ۹۴–۱۳۹۳
حسین ماهینی پس از انجام ۷ بازی برای پرسپولیس در لیگ برتر فوتبال ایران ۹۴–۱۳۹۳، به دلیل باطل شدن کارت معافیت خدمت اجباری خود، از حضور در میدان‌ها فوتبالی محروم شد. در نهایت، برای گذراندن خدمت اجباری سربازی، راهی باشگاه فوتبال ملوان گردید و تا پایان فصل پانزدهم در این تیم حضور داشت. جدایی وی از پرسپولیس، این تیم را برای مدتی با مشکلاتی در پست مدافع راست روبرو ساخت.

### ملوان (قرضی) - (۱۳۹۴–۱۳۹۳)

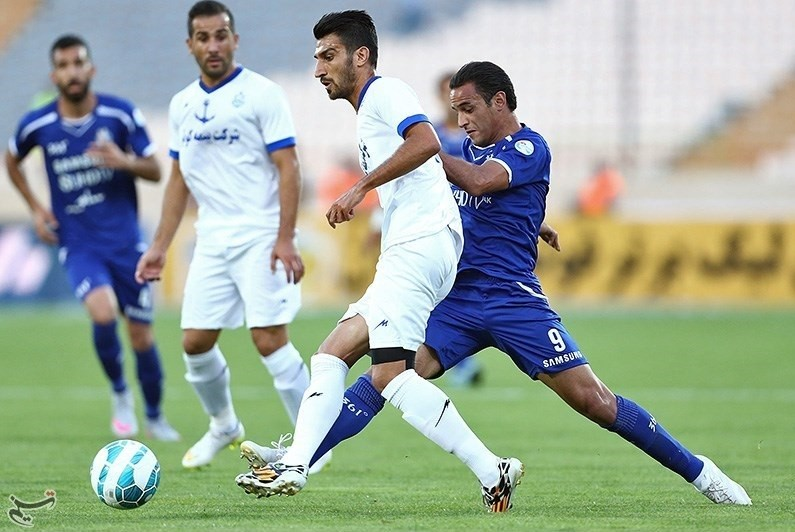
ماهینی هنگام بازی برای ملوان انزلی در برابر استقلال تهران در ۱۶ مرداد ۱۳۹۴.

در حالی شایعاتی پیرامون پیوستن ماهینی به تراکتورسازی تبریز وجود داشت، اما او برای انجام خدمت اجباری سربازی و با قراردادی قرضی، از پرسپولیس به ملوان پیوست و از ۲۹ مهر ۱۳۹۳، رسماً به سهمیهٔ ملوان، افزوده شد. بر اساس اعلام ماهینی، وی هیچ اختیاری (با توجه به قوانین خدمت سربازی ایران) در گزینش میان تراکتورسازی و ملوان نداشته‌است.
ماهینی ۲۸ بازی رسمی در لیگ برتر برای تیم فوتبال ملوان انجام داد و در تمام این مسابقات، از بازیکنان ترکیب ثابت این تیم بوده‌است و تنها دو بار، بیرون کشیده شد. وی همچنین یک گل برای تیم فوتبال ملوان زد. او هنگام بازی برای ملوان، ۵ کارت زرد دریافت کرد که نسبت به آمار چند فصل پیش، نشانی از افزایش میزان خشونت بازی وی، در ملوان است. تک گل وی در این تیم، در ۹ آبان ۱۳۹۴ زده شد؛ جایی که در هفتهٔ یازدهم لیگ برتر، تیم فوتبال ملوان، با درخشش و تک گل حسین ماهینی، توانست از فولاد خوزستان بگذرد. ماهینی با ملوان نیز به قهرمانی یا دستاوردی نرسید و به جز ماندن در لیگ، دستاورد مهم دیگری برای ملوان آن دوران، در دسترس نبود؛ این تیم، در فصل ۹۴–۱۳۹۳، توانست به سختی، در حالی که ۳۰ امتیاز داشت و ۳۴ گل خورده بود، در لیگ برتر فوتبال ایران، خود را نگه دارد اما در فصل بعدی با ۳۵ گل خورده و ۲۷ امتیاز به دستهٔ پایین‌تر، سقوط کرد.

### بازگشت به پرسپولیس (۱۳۹۸–۱۳۹۵)

#### ۹۶–۱۳۹۵

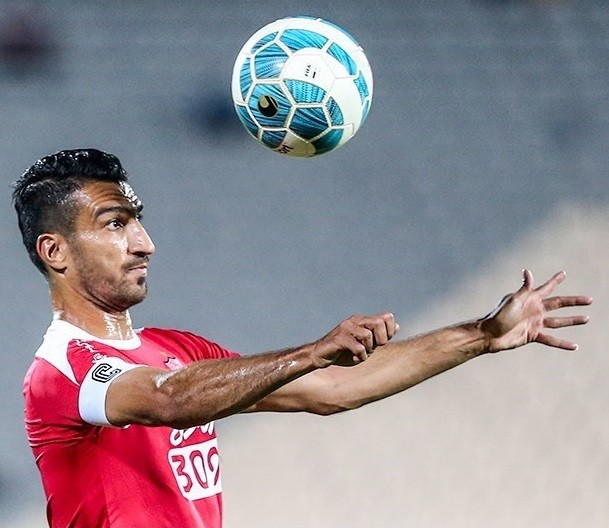
ماهینی هنگام بازی برای پرسپولیس در برابر نفت تهران، در سوپر جام فوتبال ایران ۱۳۹۶

حسین ماهینی پس از گذراندن دوران سربازی در ملوان، از یک تیر ۱۳۹۵، دوباره به پرسپولیس بازگشت تا شاگرد برانکو ایوانکوویچ شود؛ او پس از بازگشت به پرسپولیس، در ۲۸ تیر ۱۳۹۵ در حالی که یک فصل دیگر قرارداد داشت، قرارداد خود را برای دو فصل دیگر تمدید کرد. در لیگ برتر فوتبال ایران ۹۶–۱۳۹۵، ماهینی در ۲۹ مسابقه برای سرخ‌های ایران به میدان رفت و یک گل هم زد. او همچنین در ۱۰ مسابقه در لیگ قهرمانان آسیا ۲۰۱۷ به میدان رفت. خط دفاعی پرسپولیس که در فصل پیشین، با ۳۴ گل خورده، بسیار آسیب‌پذیر بود، در بازگشت ماهینی و مدافع میانی چون سید جلال حسینی، توانست بار دیگر توان‌مندی گذشته را به دست آورد و با دریافت تنها ۱۴ گل، یک رکورد تازه در فوتبال ایران، به‌جای بگذارد. در پایان فصل، ماهینی موفق شد که با پرسپولیس به نخستین قهرمانی دوران فوتبالی خود، در لیگ برتر دست یابد و با فاصله‌ای کوتاه، در رقابت‌های سوپر جام فوتبال ایران ۱۳۹۶ در برابر نفت تهران به پیروزی رسیده و دومین جام را بالای سر ببرد.
در هفته‌های نخستین لیگ شانزدهم فوتبال ایران، ماهینی در پست دفاع راست، جایگاه ثابتی داشت اما بعداً، برانکو او را در پست هافبک دفاعی، مدافع میانی و مدافع چپ نیز به کار گرفت که کمک کرد تا این بازیکن، دوباره به اردوی تیم ملی ایران، دعوت شود. حسین ماهینی، به عنوان مدافع چپ، در تیم منتخب فصلِ لیگ قهرمانان آسیا ۲۰۱۷ نیز قرار گرفت؛ همچنین در این فصل، او برای سه هفته در تیم منتخب قرار داشت و آمار خوبی را ثبت کرده‌بود اما در پایان، با شکست برابر الهلال، از ورود به دومین فینال آسیایی، بازماند.

#### ۹۷–۱۳۹۶

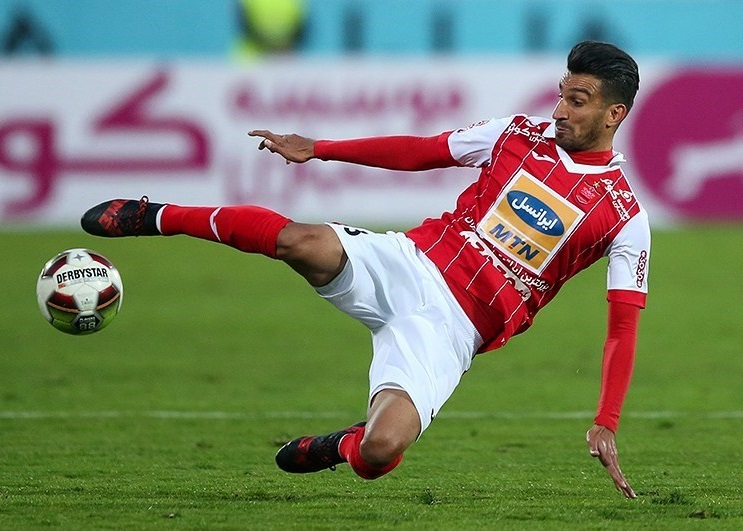
ماهینی هنگام بازی برای پرسپولیس برابر گسترش فولاد، در لیگ برتر فوتبال ایران ۹۷–۱۳۹۶

در فصل هفدهم لیگ برتر خلیج فارس، ماهینی در پست‌های گوناگون دفاعی، ۲۷ بار برای پرسپولیس به میدان رفت، ۲ پاس گل فرستاد و به همراه دیگر مدافع‌های تیم پرسپولیس، عملکرد بسیار خوبی را از خود بر جای گذاشت؛ در این فصل، پرسپولیس با دریافت ۱۵ گل، عنوان برترین خط دفاعی لیگ هفدهم را از آنِ خود کرد و برای دومین سال پشت هم، چند هفته مانده به پایان فصل، قهرمان شد. ماهینی در جام حذفی این فصل نیز ۳ بار به میدان رفته‌است. پرسپولیس در این فصل، در سوپر جام فوتبال ایران ۱۳۹۷ نیز قهرمان شد.
ماهینی در لیگ قهرمانان آسیا ۲۰۱۸ نیز در ۱۰ مسابقه (۸۶۲ دقیقه)، بازی کرد و ۳ بار از سوی کارشناسان ای‌اف‌سی، در تیم منتخب هفته قرار گرفت. در این لیگ، بار دیگر، تیمی که ماهینی در آن بازی می‌کرد، فینالیست آسیا شد و پرسپولیس به فینال لیگ قهرمانان آسیا ۲۰۱۸ راه یافت اما در پایان، کاشیما آنتلرز توانست با زدن دو گل، این تیم را در کسب قهرمانی این رقابت‌ها، ناکام گذارد.

#### ۹۸–۱۳۹۷
حسین ماهینی که تا پایان فصل هجدهم لیگ برتر خلیج فارس، با پرسپولیس قرارداد داشت، در ۲۷ تیر ۱۳۹۷، قراردادش را تا سال ۱۴۰۰ با این تیم، تمدید کرد. این مدافع که در ۷ دیدار نخست لیگ برتر فوتبال ایران ۹۸–۱۳۹۷، حاضر بود و مقابل نساجی مازندران، پاس گل نیز فرستاد، در نیمهٔ نخست شهرآورد هشتاد و هشتم تهران، دچار پارگی رباط صلیبی شد و ادامهٔ فصل را از دست داد. هرچند که ماهینی در بازی پایانی لیگ، برای چند دقیقه برابر پارس جنوبی بازی کرد.
این بازیکن در دوران حضور در پرسپولیس، پس از سید جلال حسینی، کاپیتان دوم سرخ‌های ایران، به‌شمار می‌رفت و به دلیل چند پسته بودن و به‌کار گرفته شدن در پست‌های گوناگون، به «آچار فرانسهٔ» پرسپولیس، معروف شد. حسین ماهینی، تا پیوستن به نساجی مازندران، ۱۵۴ بار برای پرسپولیس در رقابت‌های گوناگون، به میدان رفت، ۳ گل زد و ۱۴ پاس گل نیز برای این تیم، به ثبت رساند. ماهینی که با پرسپولیس در سه فصل پی‌درپی به قهرمانی لیگ برتر ایران، رسیده بود، پس از جراحی زانو و رفع مصدومیت، به شرایط ایدئال گذشته بازنگشت؛ او جایگاه ثابت خود را در پرسپولیس از دست داد و نهایتاً از این تیم کنار گذاشته شد.

### نساجی مازندران (۱۳۹۹–۱۳۹۸)
قطع همکاری ماهینی با پرسپولیس، در ساعات پایانی انتقالات لیگ برتر رخ داد و امکان جذب پیشنهادهای گسترده‌ای را نداشت. وی در حالی که از شاهین بوشهر نیز پیشنهاد داشت، در نهایت در ۲۵ دی ۱۳۹۸، قراردادی را برای یک نیم‌فصل با باشگاه فوتبال نساجی مازندران به امضا رساند. بنا بر گزارش ورزش سه، ماهینی پس از جدایی از پرسپولیس، دچار افت نشد و ارائه‌گر بازی‌های خوبی برای نساجی مازندران بوده‌است. از نمایش‌های خوب او در هفته‌های پایانی لیگ برتر فوتبال ایران ۹۹–۱۳۹۸ رقم خورد؛ جایی که ماهینی، مدافع راست نساجی، از اثرگذارترین بازیکنان نساجی برابر فولاد خوزستان بود و بر روی هر سه گل تیم خود، اثر گذاشت. او در نساجی نیز، پرتاب‌های اوت خود را که در آنان شگرد داشت، ادامه داد. در این فصل از لیگ، نساجی در ردهٔ نهم جدول لیگ برتر فوتبال ایران، جای گرفت و ماهینی در ۱۳ مسابقه برای این تیم، به میدان رفت.

### سایپا (۱۴۰۱–۱۳۹۹)
ماهینی در ۲۲ شهریور ۱۳۹۹ با عقد قراردادی یک‌ساله به تیم فوتبال سایپا پیوست. لیگ برتر ۱۴۰۰–۱۳۹۹ در حالی پایان یافت که سایپا در انتها و در ردهٔ ۱۵ جدول جای گرفته بود و ۱۹ گل زده و ۳۴ گل خورده داشت. ماهینی در این فصل لیگ برای سایپا در مجموع ۲۳۴۹ دقیقه در ۲۸ بازی به میدان رفت، یک گل زد و تنها ۲ کارت زرد دریافت کرد.

## دوران ملی

### زیر ۲۳ سال ایران
حسین ماهینی سابقهٔ عضویت در تیم ملی فوتبال امید ایران را دارد. در بازی‌های آسیایی ۲۰۰۶ که در دوحه قطر، برگزار شد، وی به همراه این تیم، به مدال برنز مسابقات، دست یافت. جایی که ملی‌پوشان زیر ۲۳ سال ایران، در ردهٔ مقدماتی این بازی‌ها، با مالدیو، هنگ‌کنگ و هند هم‌گروه بودند و با پیروزی در هر سه مسابقهٔ گروهی، به عنوان تیم نخست به ردهٔ یک‌چهارم پایانی، راه یافتند. در دیدار برابر چین، تیم امید ایران، با تساوی ۲–۲ به پنالتی رفت و با نتیجهٔ ۸–۷ پیروز شد. این تیم در نیمه‌نهایی با نتیجهٔ ۲–۰ در برابر میزبان مسابقات، قطر، شکست خورد و برای گرفتن مدال برنز در برابر کره‌جنوبی قرار گرفت و با پیروزی یک بر صفر، در جایگاه سوم رقابت‌ها جای گرفت.

### ایران

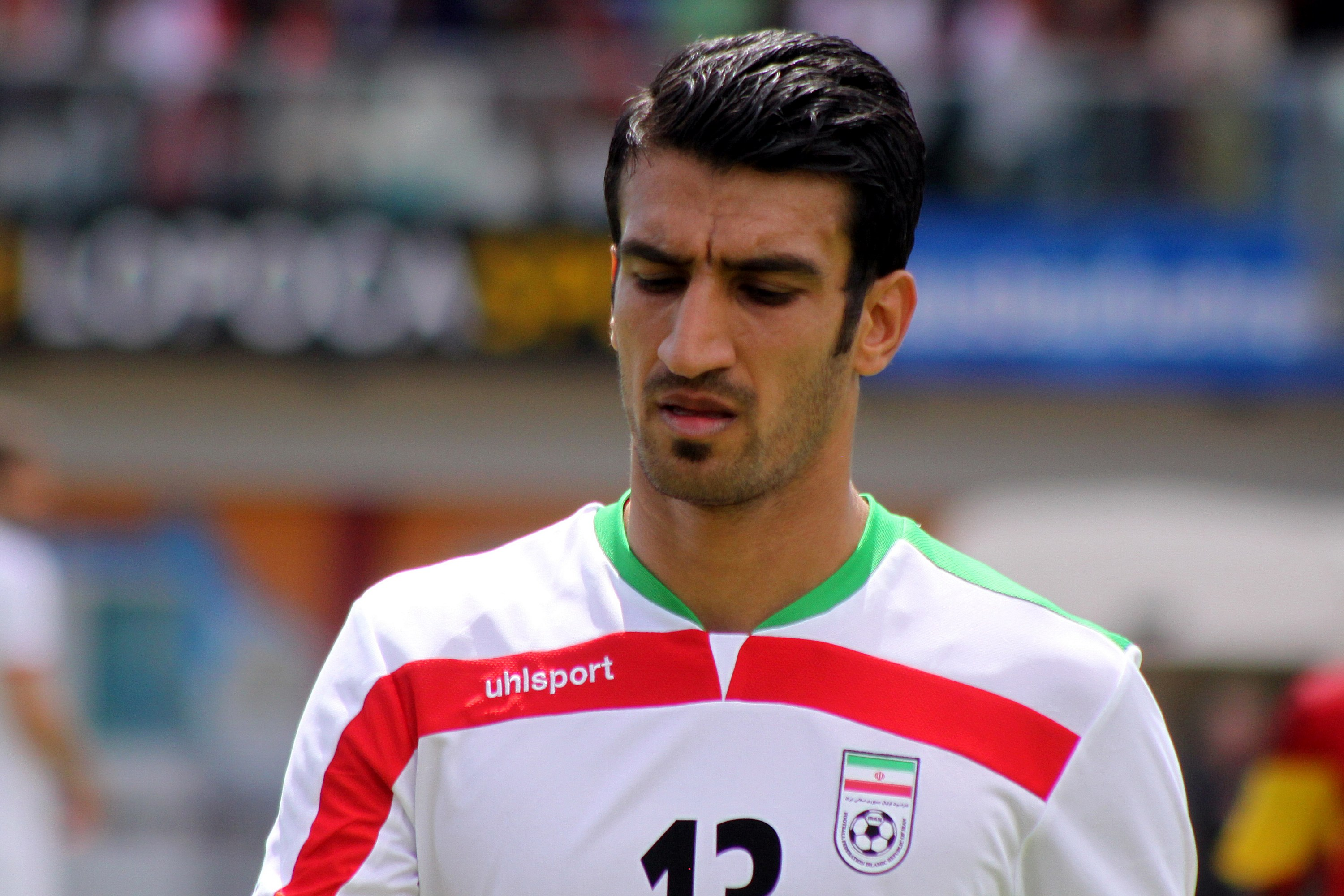
ماهینی در دیدار دوستانه، هنگام اردوی اتریش برای جام جهانی ۲۰۱۴، برابر آنگولا

ماهینی برای نخستین بار، هنگامی که برای ذوب‌آهن اصفهان بازی می‌کرد، در ۶ خرداد ۱۳۹۰، توسط کارلوس کی‌روش به تیم ملی فوتبال ایران دعوت شد. نخستین بازی ملی ماهینی، در یک دیدار دوستانه در در برابر تیم ملی فوتبال ماداگاسکار بود که با تک‌گل جلال حسینی، با پیروزی یک بر صفر تیم ایران، همراه شد. او در این مسابقه، از دقیقهٔ ۷۰ به جای هادی نوروزی به زمین آمد. این مسابقه، همچنین نخستین دیدار رسمی تیم ملی فوتبال ایران با سرمربیگری کارلوس کی‌روش بود. پس از این، ماهینی نقشی نیز در تیم کی‌روش، برای صعود به جام جهانی فوتبال ۲۰۱۴ داشت و از بازیکنان ایران، در مرحله مقدماتی جام جهانی فوتبال ۲۰۱۴ بود. در نخستین مرحلهٔ گروهی مقدماتی، ماهینی در برابر تیم‌های اندونزی، بحرین و قطر، برای ۵ بار به میدان رفت و تنها در یک مسابقه، غایب بود. ایران به عنوان صدرنشین این گروه، با ۳ برد و ۳ مساوی و تنها ۵ گل خورده، صعود کرد. پس از این، ماهینی در مسابقات دوستانه‌ای در برابر تیم‌های ملی موریتانی، موزامبیک و آلبانی به میدان رفت و تیم ملی ایران، تنها یک گل را در این مسابقات، دریافت کرد. در مرحلهٔ گروهی دوم مقدماتی جام جهانی ۲۰۱۴، ماهینی در نیمی از مسابقات، به کار گرفته شد و به ترتیب، در برابر تیم‌های ملی ازبکستان، قطر، لبنان و کره جنوبی به میدان رفت. در پایان این رقابت‌ها، ایران ۵ برد، ۱ مساوی و ۲ باخت داشت و تنها ۲ گل دریافت کرد. پس از آن، در غالب مسابقاتی دوستانه، در برابر تاجیکستان و عمان برای ایران، به میدان رفت و ایران در این دو مسابقه، ۴ گل دریافت کرد. ماهینی برای مرحله مقدماتی جام ملت‌های آسیا ۲۰۱۵ نیز به تیم ملی ایران، فراخوانده شد؛ او در سه مسابقه در برابر تایلند، لبنان و کویت به میدان رفت. در این رقابت‌های گروهی، ایران با ۵ برد و ۱ مساوی و ۵ گل خورده، به عنوان تیم نخست گروه، صعود کرد.
حسین ماهینی توسط کارلوس کی‌روش به تیم ملی فوتبال ایران برای جام جهانی فوتبال ۲۰۱۴ نیز فراخوانده شد. کمی قبل، برای آماده‌سازی تیم ملی ایران برای این رقابت‌ها، کی‌روش نخست با برگزاری اردویی در آفریقای جنوبی کار را شروع کرد. بازی با چند تیم غیر مطرح باشگاهی آفریقایی، به نقطهٔ شروع دیدارهای دوستانهٔ ایران، در این اردو، تبدیل شد؛ تیم ملی ایران، در این اردو چهار بازی انجام داد که یک باخت، یک تساوی و دو پیروزی نتایج آن بودند. پس از آن تیم ملی ایران، به اتریش رفت تا اردوی پایانی خود را پیش از جام جهانی فوتبال ۲۰۱۴ برزیل، در آنجا برگزار کند. این اردو هم سه دیدار دوستانه داشت که شامل دو تساوی و یک پیروزی می‌شد؛ ماهینی در این دیدارها نیز بازی کرد.
برابری بدون گل در مقابل تیم ملی فوتبال نیجریه، شکست یک بر صفر در برابر تیم ملی فوتبال آرژانتین و شکست سه بر یک در برابر تیم ملی فوتبال بوسنی و هرزگوین، نتایج پایانی تیم ملی فوتبال ایران، در برزیل بودند. این تیم، با دفاع چندلایه و انجام بازی منسجم و پیوستهٔ دفاعی، توانست از قهرمان آفریقا یک امتیاز بگیرد. اما در همان مرحلهٔ گروهی حذف شد و به عنوان تیم آخر جدول، با تنها یک امتیاز، از رقابت‌ها کنار رفت. ماهینی در هیچ‌کدام از این سه مسابقه، در ترکیب قرار نگرفت و تنها یک ذخیره بود. آخرین بازی‌های ماهینی برای تیم ملی ایران، در چهار بازی دوستانه رسمی در برابر بلاروس (۲۸ اردیبهشت ۱۳۹۳)، آنگولا (۹ خرداد ۱۳۹۳)، ترینیداد و توباگو (۱۸ خرداد ۱۳۹۳) و پاپوآ گینه نو (۲۰ آبان ۱۳۹۵) بوده‌اند؛ ایران در این مسابقات، تنها ۴ گل دریافت کرده‌است.
در بهمن ۱۳۹۶، ماهینی دربارهٔ حضور در تیم ملی فوتبال ایران، اعلام داشت که: «من با این جابه‌جایی پست‌هایم (در پرسپولیس) تقریباً تیم ملی را از دست دادم؛ البته فدای سر هواداران». وی همچنین اعلام داشت که مایل بوده‌است تا بیشتر در پست دفاع راست، به میدان برود. ماهینی در مجموع، ۲۳ بازی رسمی برای تیم ملی فوتبال ایران انجام داده‌است.

## سبک بازی

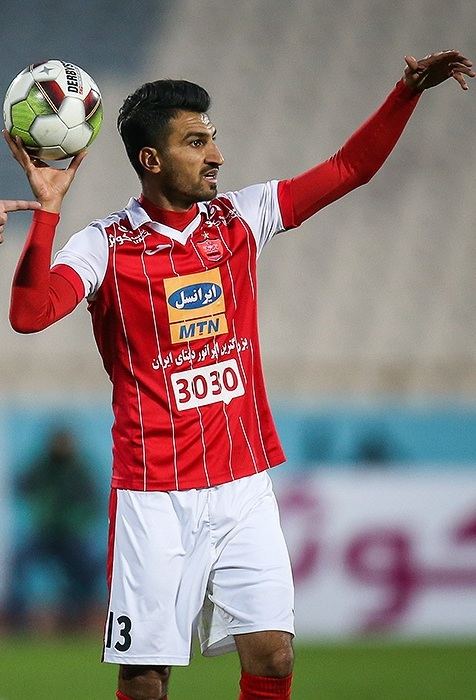
پرتاب اوت دستی توسط ماهینی برای پرسپولیس (۲۰۱۸)

ماهینی در عقب (پست‌های دفاعی) بازی کرده‌است؛ جایی که با استفاده از سرعت و توانایی عبور خود، بسیار اثرگذار بوده‌است. در لیگ شانزدهم، ماهینی با انگیزه‌ای بالا به پرسپولیس افزوده شد و در هفته‌های ابتدایی، همانند دوران گذشته، در سمت راست دفاع تیم، جایگاه ثابتی به دست آورد. اما کمی بعد، در ادامهٔ آن فصل، «آچار فرانسه» سرخ‌پوشان لقب گرفت و در پست هافبک دفاعی و مدافع میانی و چپ نیز به کار گرفته شد. او نمایش موفقی داشت و توانست کمبود تیم در آن فضاها را پر کند.
آخرین نسخه‌ای که برانکو ایوانکوویچ برای حسین ماهینی تعریف کرد، به‌کارگیری در سمت چپ دفاعی و جایی که در آن دوران، به عنوان ضعف سرخ‌پوشان شناخته می‌شد، بود. ماهینی توانست نمایش بسیار موفقی در این پست داشته باشد و نیاز تیم را رفع کند. او توسط کارشناسان ای‌اف‌سی، چندین بار به عنوان مدافع چپ برتر هفته، انتخاب شد. بر اساس تحلیلی در سال ۱۳۹۶، ماهینی در لیگ قهرمانان آسیای آن سال، با دقت پاس ۸۴ درصدی یکی از بهترین بازیکنان پرسپولیس از این نظر بوده‌است؛ هرچند که دقت پاس بلند او در آن فصل، به ۶۰ درصد کاهش یافته‌است. در آن فصل، او یک پاس گل نیز به نام خود ثبت کرد و شش موقعیت خطرناک برای پرسپولیس به وجود آورد. ماهینی در کل، ۲۹۸ پاس در ۶۳۰ دقیقه‌ای که در این فصل، به میدان رفته‌است، ثبت کرد. پیروزی در ۴۲ دوئل با بازیکنان حریف و شکست در ۱۲ دوئل، او را به مدافعی قابل اتکا در سمت چپ دفاعی پرسپولیس تبدیل کرد. از مجموع ۱۳ تکل ماهینی در این فصل از رقابت‌ها، تنها ۳ مورد غیر موفق بوده‌اند و او ۱۶ بار نیز حملهٔ حریف را متوقف کرده‌است. آمار هجومی وی در این فصل نیز، می‌گوید که در فاز تهاجمی تنها دو اقدام به شوت به دروازه داشته که تنها یکی از آنان در چارچوب بوده‌است. در این فصل، او تنها سه بار بازیکن حریف را با خطا متوقف کرده‌است.
پرتاب‌های دستی، سال‌ها به عنوان حربه‌ای در فوتبال ایران، استفاده می‌شدند؛ پرتاب‌های دست ماهینی نیز گل‌ساز بوده‌اند و هنگام بازی در پرسپولیس، به عنوان روشی برای ایجاد موقعیت، استفاده می‌شدند.

## آمار بازی‌ها

### باشگاهی
| باشگاه           | رقابت              | فصل              | لیگ  | لیگ | جام حذفی و سوپرجام | جام حذفی و سوپرجام | آسیا | آسیا | همه  | همه |
| باشگاه           | رقابت              | فصل              | بازی | گل  | بازی               | گل                 | بازی | گل   | بازی | گل  |
| ---------------- | ------------------ | ---------------- | ---- | --- | ------------------ | ------------------ | ---- | ---- | ---- | --- |
| استقلال اهواز    | لیگ برتر خلیج فارس | ۸۵–۱۳۸۴          | ۲    | ۰   | ۰                  | ۰                  | –    | –    | ۲    | ۰   |
| استقلال اهواز    | لیگ برتر خلیج فارس | ۸۶–۱۳۸۵          | ۶    | ۰   | ۲                  | ۰                  | –    | –    | ۸    | ۰   |
| استقلال اهواز    | لیگ برتر خلیج فارس | ۸۷–۱۳۸۶          | ۲۸   | ۱   | ۱                  | ۰                  | –    | –    | ۲۹   | ۱   |
| استقلال اهواز    | لیگ برتر خلیج فارس | ۸۸–۱۳۸۷          | ۲۹   | ۱   | ۱                  | ۰                  | –    | –    | ۳۰   | ۱   |
| استقلال اهواز    | لیگ برتر خلیج فارس | ۸۹–۱۳۸۸          | ۳۰   | ۱   | ۰                  | ۰                  | –    | –    | ۳۰   | ۱   |
| استقلال اهواز    | همه                | همه              | ۹۵   | ۳   | ۴                  | ۰                  | –    | –    | ۹۹   | ۳   |
| ذوب‌آهن اصفهان    | لیگ برتر خلیج فارس | ۹۰–۱۳۸۹          | ۳۱   | ۲   | ۰                  | ۰                  | ۱۲   | ۰    | ۴۳   | ۲   |
| ذوب‌آهن اصفهان    | لیگ برتر خلیج فارس | ۹۱–۱۳۹۰          | ۳۱   | ۱   | ۳                  | ۰                  | ۱    | ۰    | ۳۵   | ۱   |
| ذوب‌آهن اصفهان    | همه                | همه              | ۶۲   | ۳   | ۳                  | ۰                  | ۱۳   | ۰    | ۷۸   | ۳   |
| پرسپولیس         | لیگ برتر خلیج فارس | ۹۲–۱۳۹۱          | ۳۰   | ۱   | ۵                  | ۱                  | ۰    | ۰    | ۳۵   | ۲   |
| پرسپولیس         | لیگ برتر خلیج فارس | ۹۳–۱۳۹۲          | ۲۵   | ۰   | ۲                  | ۰                  | –    | –    | ۲۷   | ۰   |
| پرسپولیس         | لیگ برتر خلیج فارس | ۹۴–۱۳۹۳          | ۷    | ۰   | ۰                  | ۰                  | ۰    | ۰    | ۷    | ۰   |
| ملوان (قرضی)     | لیگ برتر خلیج فارس | ۹۵–۱۳۹۴          | ۲۸   | ۱   | ۰                  | ۰                  | –    | –    | ۲۸   | ۱   |
| پرسپولیس         | لیگ برتر خلیج فارس | ۹۶–۱۳۹۵          | ۲۹   | ۱   | ۱                  | ۰                  | ۴    | ۰    | ۳۴   | ۱   |
| پرسپولیس         | لیگ برتر خلیج فارس | ۹۷–۱۳۹۶          | ۲۷   | ۰   | ۳                  | ۰                  | ۱۵   | ۰    | ۴۵   | ۰   |
| پرسپولیس         | لیگ برتر خلیج فارس | ۹۸–۱۳۹۷          | ۷    | ۰   | ۱                  | ۰                  | ۱    | ۰    | ۹    | ۰   |
| پرسپولیس         | لیگ برتر خلیج فارس | ۹۹–۱۳۹۸          | ۲    | ۰   | ۰                  | ۰                  | ۰    | ۰    | ۲    | ۰   |
| پرسپولیس         | همه                | همه              | ۱۵۵  | ۳   | ۱۲                 | ۱                  | ۲۰   | ۰    | ۱۸۷  | ۴   |
| نساجی مازندران   | لیگ برتر خلیج فارس | ۹۹–۱۳۹۸          | ۱۳   | ۰   | ۰                  | ۰                  | –    | –    | ۱۳   | ۰   |
| همهٔ دوران حرفه‌ای | همهٔ دوران حرفه‌ای   | همهٔ دوران حرفه‌ای | ۳۲۵  | ۹   | ۱۹                 | ۱                  | ۳۳   | ۰    | ۳۷۷  | ۱۰  |

### ملی
| تیم ملی              | سال                  | تمام مسابقات | تمام مسابقات |
| تیم ملی              | سال                  | بازی         | گل           |
| -------------------- | -------------------- | ------------ | ------------ |
| تیم ملی ایران        | ۲۰۱۱                 | ۲            | ۰            |
| تیم ملی ایران        | ۲۰۱۲                 | ۵            | ۰            |
| تیم ملی ایران        | ۲۰۱۳                 | ۱            | ۰            |
| تیم ملی ایران        | ۲۰۱۴                 | ۱۲           | ۰            |
| تیم ملی ایران        | ۲۰۱۵                 | ۳            | ۰            |
| تیم ملی ایران        | ۲۰۱۸                 | ۰            | ۰            |
| همهٔ دوران حرفه‌ای ملی | همهٔ دوران حرفه‌ای ملی | ۲۳           | ۰            |

## افتخارات و دستاوردها

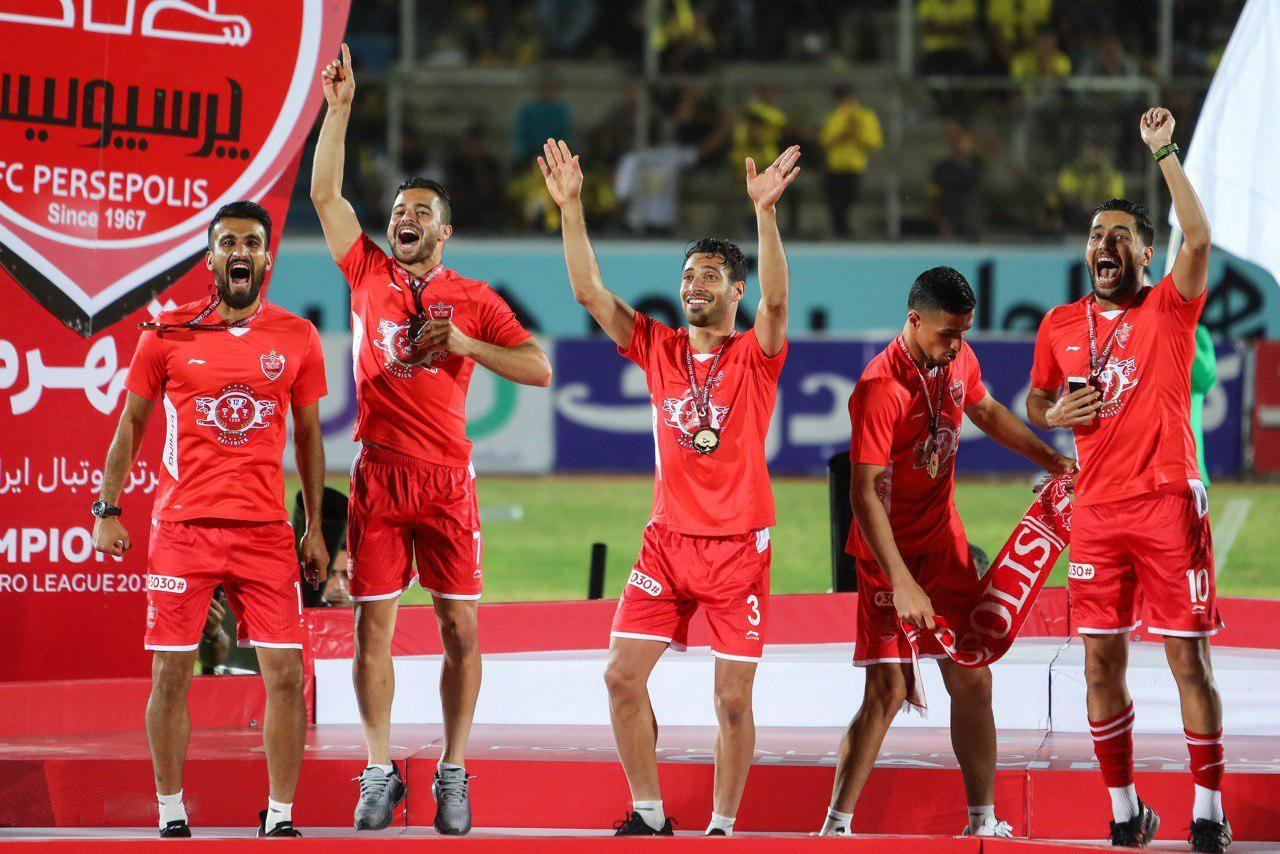
ماهینی (چپ) در جشن قهرمانی پرسپولیس در لیگ برتر فوتبال ایران ۹۸–۱۳۹۷

### ذوب‌آهن
- لیگ قهرمانان آسیا
  - نائب‌قهرمان (۱): ۲۰۱۰[۸۴][۸۵]

### پرسپولیس
- لیگ برتر خلیج فارس
  - قهرمان (۳): ۱۳۹۶–۱۳۹۵، ۱۳۹۷–۱۳۹۶، ۱۳۹۸–۱۳۹۷[۸۶][۸۵]
- جام حذفی فوتبال ایران
  - قهرمان (۱): ۱۳۹۸–۱۳۹۷
  - نائب‌قهرمان (۱): ۱۳۹۲–۱۳۹۱[۸۵]
- سوپر جام فوتبال ایران
  - قهرمان (۱): ۱۳۹۶، ۱۳۹۷، ۱۳۹۸[۸۵]
- لیگ قهرمانان آسیا
  - نائب‌قهرمان (۱): ۲۰۱۸[۸۵]

### ملی
- بازی‌های آسیایی

 سوم (۱): ۲۰۰۶
فردی
- قرارگیری در تیم منتخب فصل لیگ قهرمانان آسیا ۲۰۱۷[۸۸]

## دستگیری
در جریان خیزش ۱۴۰۱ ایران ماهینی در شامگاه پنج‌شنبه هفتم مهر به دلیل حمایت از اعتراضات مردمی در شبکه‌های اجتماعی به وسیله نیروهای امنیتی بازداشت شد. رسانه‌های ایران اتهام وی را «تشویق به اغتشاش و همصدایی با دشمن» در اعتراضات اخیر عنوان کردند.
برخی ورزشکاران از جمله علی کریمی، مهدی مهدوی‌کیا، محمد تقوی، وریا غفوری، عارف غلامی و مهرداد پولادی نسبت به این دستگیری واکنش نشان داده و به حمایت از او پرداختند.

### برای مطالعهٔ بیشتر
1. آمار کلی و جزئیات مسابقات
2. گزارشی از ماهینی در خبرگزاری موج